# Agustí Forné Roé
|  | Aquest article tracta sobre el sindicalista català. Si cerqueu el periodista esportiu català, vegeu «Agustí Forné López». |

Agustí Forné Roé   (Tortosa, 1 d'abril de 1947) ha estat un sindicalista i polític català.

## Trajectòria
Treballà com a manobre i des del 1957 fou enllaç sindical. Durant els anys seixanta fou actiu dins CCOO al Baix Ebre. Durant la transició espanyola fou membre del comitè executiu del Consell Intercomarcal de l'Ebre del PSUC. Amb aquest partit fou candidat per la circumscripció de Tarragona a les eleccions generals espanyoles de 1979, però no fou escollit. A les eleccions al Parlament de Catalunya de 1980 fou elegit diputat dins les llistes del PSUC. Dins del Parlament de Catalunya ha estat membre de la comissió de Política Territorial, de la Comissió d'investigació sobre la central nuclear d'Ascó i de la Comissió de Política Social.
Fins al 2001 ha treballat en el Departament d'Agricultura, Ramaderia i Pesca de la Generalitat de Catalunya. El 2008 rebé la Medalla President Macià de la Generalitat de Catalunya.